# Овчинников, Владимир Николаевич (тренер)
Влади́мир Никола́евич Овчи́нников (род. 30 марта 1951, Армавир) — советский и российский боксёр, тренер по боксу. Выступал на всесоюзном уровне в конце 1960-х — начале 1980-х годов, победитель и призёр ряда крупных турниров всероссийского значения, мастер спорта СССР. Старший тренер-преподаватель СДЮСШОР № 1 города Майкопа, личный тренер титулованного советского боксёра Анжея Чолокяна, заслуженный тренер России (2001). Также известен как общественный деятель и политик, депутат Государственного совета Адыгеи V и VI созывов от фракции «Единая Россия».

## Биография
Владимир Овчинников родился 30 марта 1951 года в городе Армавире Краснодарского края, где его отец проходил службу в Армавирском лётном училище. В 1953 году семья переехала на постоянное жительство в Майкоп Адыгейской автономной области. Учился в майкопской средней школе № 5.
Активно заниматься боксом начал в возрасте четырнадцати лет в 1965 году, проходил подготовку в секции областного совета добровольного спортивного общества «Спартак» под руководством тренера Владимира Хачиковича Унанова. С юных лет показывал хорошие результаты на соревнованиях, становился чемпионом Краснодарского края среди юношей, выигрывал первенство российского совета ДСО «Спартак».
Решив пойти по стопам отца, в 1968 году поступил в Ставропольское высшее военно-командное инженерное училище связи, однако отучился здесь только два курса, после чего перевёлся в Краснодарский государственный институт физической культуры — в 1976 году окончил его, получив специальность «тренер-преподаватель по боксу».
Как спортсмен имеет ряд достижений на соревнованиях регионального уровня. Чемпион Ставропольского края, чемпион Северо-Кавказского военного округа, чемпион Вооружённых Сил среди военных учебных заведений, призёр первенства Северного Кавказа. В Краснодаре был подопечным титулованного советского боксёра и тренера Александра Федосеевича Засухина, при нём выигрывал первенство СССР среди студентов, Спартакиаду народов РСФСР, чемпионаты Вооружённых Сил и профсоюзов. Член сборной команды Советского Союза, мастер спорта СССР.
После завершения спортивной карьеры в 1983 году занимался тренерской деятельностью в Майкопе. Первое время тренировал начинающий боксёров в секции при средней школе № 9, впоследствии в течение многих лет работал старшим тренером-преподавателем в Специализированной детско-юношеской спортивной школе олимпийского резерва № 1. Занимал должность старшего тренера сборной команды Республики Адыгеи.
За долгие годы тренерской работы подготовил многих талантливых боксёров, обладателей званий мастеров спорта и кандидатов в мастера спорта. Один из самых известных его воспитанников — мастер спорта международного класса Анжей Чолокян, победитель девяти международных турниров, чемпион СССР среди юношей и среди молодёжи, бронзовый призёр чемпионата СССР среди взрослых спортсменов, чемпион Спартакиады народов РСФСР, призёр первенства мира среди юниоров. За выдающиеся достижения на тренерском поприще Владимир Овчинников удостоен почётных званий «Заслуженный тренер России» (2001) и «Заслуженный тренер Республики Адыгея». В 1985 году награждён орденом «Знак Почёта». Обладатель медали «Слава Адыгеи»
В 2011 и 2016 годах избирался депутатом Государственного совета Адыгеи от одномандатных избирательных округов № 17 и № 10 соответственно. Состоит в комитете по образованию, науке, делам молодёжи, спорту, СМИ и взаимодействию с общественными организациями. Член партии «Единая Россия».
Жена Нина, есть двое детей: дочь Ирина и сын Дмитрий. Внук Тимур Цикушев так же успешно занимается боксом.